# Hames-Boucres
 Hames-Boucres  es una comuna y población de Francia, en la región de Norte-Paso de Calais, departamento de Paso de Calais, en el distrito de Calais y cantón de Guînes.
Su población en el censo de 1999 era de 1.106 habitantes. Forma parte de la aglomeración urbana de Calais.
Está integrada en la Communauté de communes du Sud-Ouest du Calaisis.
La ciudad de Hames desde 1346 pertenecía al inglés Pale de Calais, hasta su conquista por las tropas francesas el 22 de enero de 1558.

## Demografía
| 796 | 851 | 964 | 1047 | 1017 | 1106 |
| Para los censos de 1962 a 1999 la población legal corresponde a la población sin duplicidades (Fuente: INSEE [Consultar]) |     |     |      |      |      |